# Christania Williams
Christania Williams (Saint Mary, 17 ottobre 1994) è una velocista giamaicana.

## Palmarès
| Anno | Manifestazione          | Sede           | Evento            | Risultato | Prestazione | Note |
| ---- | ----------------------- | -------------- | ----------------- | --------- | ----------- | ---- |
| 2011 | Mondiali allievi        | Lilla          | 100 m piani       | Bronzo    | 11"63       |      |
| 2011 | Mondiali allievi        | Lilla          | Staffetta svedese | Oro       | 2'03"42     |      |
| 2016 | Giochi olimpici         | Rio de Janeiro | 100 m piani       | 8ª        | 11"80       |      |
| 2016 | Giochi olimpici         | Rio de Janeiro | 4×100 m           | Argento   | 41"36       |      |
| 2017 | World Relays            | Nassau         | 4×100 m           | Argento   | 42"95       |      |
| 2017 | Mondiali                | Londra         | 4×100 m           | Bronzo    | 42"19       |      |
| 2018 | Giochi del Commonwealth | Gold Coast     | 100 m piani       | Argento   | 11"21       |      |
| 2018 | Giochi del Commonwealth | Gold Coast     | 4×100 m           | Argento   | 42"52       |      |